# Une folle envie
Pour plus de détails, voir Fiche technique et Distribution.
Une folle envie est un film français réalisé par Bernard Jeanjean, sorti en 2011.

## Synopsis
Yann et Rose sont jeunes, ils s’aiment et veulent avoir un enfant. Neuf mois plus tard, toujours aucun bébé à l’horizon. 
Ils font alors preuve de beaucoup d’imagination et essayent tout et n’importe quoi. Enfin surtout n’importe quoi. 
Seulement voilà, à tellement vouloir être trois, est-ce qu’ils ne risquent pas de finir tout seuls ?

## Fiche technique
- Titre : Une folle envie
- Réalisateur : Bernard Jeanjean
- Scénario : Bernard Jeanjean et Martine Fontaine
- Production : François Kraus et Denis Pineau-Valencienne
- Image : Axel Cosnefroy
- Son : Laurent Benaïm
- Décors : Jean-Philippe Moreaux
- Costumes : Joséphine Gracia
- Montage : Nathalie Hubert
- Société de production : Les Films du kiosque
- Coproduction : SND - Groupe M6
- Distributeur France : SND - Groupe M6
- Distributeur Étranger : Films Distribution
- Budget : 5 millions d'euros
- Format : couleur
- Durée : 81 minutes
- Pays d'origine :  France
- Langue originale : français
- Genre : comédie
- Date de sortie :
  - France : 18 mai 2011

## Distribution
- Clovis Cornillac : Yann Le Guellec
- Olivia Bonamy : Rose Abadi
- Marianne Denicourt : Lili
- François Vincentelli : Franck
- Pierre-François Martin-Laval : Loïc Le Guellec
- Élise Larnicol : Gwenaëlle
- Philippe Harel : Albert
- Martin Lamotte : Alfredo Abadi
- Annick Blancheteau : Francisca Abadi
- Jean-François Stévenin : Malo Le Guellec
- Michèle Ernou : Beatriz Le Guellec
- Brice Fournier : Antoine
- Samuel Jouy : Guillaume
- Alice Pol : L'étudiante
- Laurent Maurel : Le collègue de Yann
- Vincent Deniard : Steven
- Lucie Tricat : La fille de Steven
- Martine Fontaine : La psychanalyste
- Florence Muller : La gynécologue
- Jade Phan-Gia : L'anesthésiste
- Gaëla Le Devehat : La bonne sœur

## Musique
Sauf indication contraire ou complémentaire, les informations mentionnées dans cette section proviennent du générique de fin de l'œuvre audiovisuelle présentée ici.
- Elle a fait un bébé toute seule - Jean-Jacques Goldman
- Prendre un enfant par la main - Yves Duteil
- Cécile ma fille - Claude Nougaro
- Fruit de la passion (vas-y Francky c'est bon) - Francky Vincent
- Isn't She Lovely? - Stevie Wonder

## Analyse
- Deux affiches liées au sport automobile sont visibles dans le bureau du garage de Yann Le Guellec :
  - Une liée au Grand Prix automobile de Monaco 1935 qui s'est tenu le 22 avril 1935,
  - L'autre liée au même grand prix automobile, mais qui s'est tenu le 13 avril 1935.